# Кохреидзе, Георгий
Гео́ргий Кохреи́дзе (груз. გიორგი კოხრეიძე; род. 18 ноября 1998, Зестафони, Имеретия) — грузинский футболист, крайний атакующий полузащитник клуба «Иберия 1999».

## Биография
Георгий Кохреидзе родился 18 ноября 1998 года в грузинском городе Зестафони.

### Клубная карьера
В 2011—2015 годах занимался футболом в тбилисском «Сабуртало».
Играет на позиции крайнего атакующего полузащитника. С 2015 года выступал за «Сабуртало», проведя в чемпионате Грузии 135 матчей и забив 28 мячей. В 2018 году стал чемпионом Грузии, в 2016 и 2019 годах — бронзовым призёром, в 2019 году — обладателем Кубка Грузии. Дважды завоёвывал Суперкубок Грузии (2019, 2020).
В 2021 году перешёл во французский «Гренобль», выступающий в Лиге 2. В дебютном сезоне провёл 6 матчей. 6 января 2023 года по обоюдному согласию расторг контракт с «Гренобль».
В марте 2023 года вернулся обратно в тбилисский клуб «Сабуртало».

### Международная карьера
В 2014—2015 годах провёл 4 матча за сборную Грузии среди юношей до 17 лет, забил 1 мяч.
В 2015—2016 годах играл за сборную Грузии среди юношей до 19 лет, провёл  6 матчей, забил 2 гола.
В 2017—2019 годах сыграл 13 матчей в молодёжной сборной Грузии, забил 1 мяч.

## Достижения
«Сабуртало»
- Чемпион Грузии (1): 2018.
- Бронзовый призёр чемпионата Грузии (2): 2016, 2019.
- Обладатель Кубка Грузии (1): 2019.
- Обладатель Суперкубка Грузии (2): 2019, 2020.